# Kinderfilm
Kinderfilme sind Filme, die sich in ihrer Themenwahl und Gestaltung an Kinder richten. Im Gegensatz zu generationsübergreifend konzipierten Familienfilmen sind Kinderfilme als eigenes Angebot für diese Altersgruppe gedacht.

## Merkmale des Kinderfilms
Unter der Bezeichnung „Kinderfilm“ verstand man anfangs oftmals auch von bestimmten Zielgruppen unabhängige Filme, bei denen Kinder lediglich in exponierteren Rollen als Darsteller mitwirkten. Im weiteren Verlauf der Filmgeschichte entwickelte sich der Kinderfilm zu einem eigenständigen Genre, das sich zunehmend den Ansprüchen und Bedürfnissen der Zielgruppe anzupassen versuchte.

## Kinderfilm-Genres
Ziel des Kinderfilms ist im Allgemeinen, den Kindern etwas über die Welt um sie herum zu erzählen, ihre Phantasie anzuregen und sie vielleicht auch etwas lernen zu lassen. Ein Schwerpunkt ist dabei die Beschreibung der charakterlichen Entwicklung der Protagonisten. Dieser entwickelt sich zu einem besonderen Individuum, wie bei Whale Rider (2002) oder Der zehnte Sommer (2003). Die Zuschauer sollen angeleitet werden, sich mittels der Reflexion bezüglich der Hauptpersonen über sich selbst bewusst zu werden.

### Realfilm
Fast alle Filmgenres finden sich im Kinderrealfilm wieder. Die Palette reicht vom Liebesfilm (Eva und Adam, 2001) über den Tierfilm – der sowohl die amerikanischen Klassiker Lassie in Heimweh (1943) und Flipper (1963) wie moderne Filme wie Vier Freunde und vier Pfoten (2003), Free Willy – Ruf der Freiheit (1993), Hogi’s Family (2009) oder Amundsen der Pinguin von 2003 umfasst – über das Roadmovie wie bei Selma und Johanna (1997) bis zum Kriminalfilm (Die Distel (1992), Paulas Geheimnis von 2005/2006). Eine Reihe von Kinderfilmen enthalten Elemente des Abenteuerfilms (Die Goonies, 1985) oder des Märchens (Die Braut des Prinzen, 1987). 
Von dem Horrorfilm-Genre wird nur die abgeschwächte Variante der Gruselgeschichten, etwa Spuk unterm Riesenrad oder Spuk im Hochhaus verwendet. Auch Der kleine Vampir, 2000, und Scooby Doo 2 – Die Monster sind los (2004) werden allgemein als kindgerecht angesehen. Auch Filmreihen wie Die Wilden Kerle bedienen sich fantastischer und gruseliger Effekte. Eine Reihe vor allem amerikanischer Kinderfilme sind letztlich bloße Actionfilme, bei denen sich die Zuschauer als kleine Erwachsene fühlen können (wie Spy Kids, 2001) und die die kindlichen Bedürfnisse eher vernachlässigen.
Ein großes Interesse bei Kindern können mitunter auch Dokumentarfilme wecken. Dabei sind diese thematisch nicht nur auf Tierdarstellungen beschränkt (Die Wüste lebt (1953), Mikrokosmos – Das Volk der Gräser (1996), Die Reise der Pinguine (2005)). Der weiße Planet (2006) macht auf den Klimawandel aufmerksam.

### Animationsfilm
Zeichentrickfilme wurden in der westlichen Kultur lange als Kinderfilme wahrgenommen, wozu insbesondere die Filme der Walt Disney Company beitrugen, die oftmals Adaptionen von Kinderbüchern waren.
Konkurrenzprodukte zu Disney aus den 1980er Jahren wie das 1982 produzierte Mrs. Brisby und das Geheimnis von NIMH, Watership Down (1979), Die Hunde sind los (1982) und Wenn der Wind weht (1986) waren zwar ab sechs Jahren freigegeben, aber nicht für ein ausschließlich kindliches Publikum gedacht. Auch zogen sie durch ihre düstere Atmosphäre, ihre Mehrdeutigkeit und ihre durchaus vorhandene gesellschaftskritische Haltung ebenfalls ein älteres Publikum an, das – soweit Tiere als Protagonisten eingesetzt wurden – dessen Fabelcharakter erkannte.
Don Bluth, der Regisseur von Mrs. Brisby und das Geheimnis von NIMH, drehte 1986 Feivel, der Mauswanderer und zwei Jahre danach In einem Land vor unserer Zeit, die noch einfacher gehalten waren als die Disney-Filme und jeweils Fortsetzungen erhielten (In einem Land vor unserer Zeit erreichte 2007 Teil 13). Zunehmend wird für Kinder- und Jugendfilme auf Fortsetzungen gesetzt, etwa 2006 Ice Age 2: Jetzt taut’s, wobei der Alterungsprozess der menschlichen Darsteller im Realfilm umgangen werden kann. Ein zunehmendes Merkmal der Vermarktung von amerikanischen Zeichentrick- und Animationsfilmen ist die Einführung von Fortsetzungen, die nach dem Prinzip der Direct-to-DVD-Produktion erstellt werden, nach dem die Erstverwertung gleich auf der DVD erfolgt. Das Dschungelbuch 2 (2003) und der Pu-der-Bär-Ableger Heffalump – Ein neuer Freund für Winnie Puuh (2005) sind allerdings Beispiele dafür, dass diese Filme gleichwohl den Sprung in europäische Kinos schaffen können.
Eine andere Art von Trickfilmen stellt die Stop-Motion-Technik dar, mit der etwa die Wallace-&-Gromit-Filme produziert wurden. Ein weiteres Beispiel hierfür ist das düstere, schwarzhumorige Corpse Bride – Hochzeit mit einer Leiche von 2005.

### Fernsehserien
Als eine Besonderheit des Kinderfilms werden häufiger verschiedene Folgen einer Kinderserie zusammengefasst und in Filmlänge als „Special“ oder im Fernsehen oder Kino gezeigt. Dies gilt vor allem für Die Biene Maja (1975), Heidi (1974) und Nils Holgersson (1980), aber auch für Pingu (1987) und den Kleinen Maulwurf (2002). Von Pumuckl gab es hingegen 1994 ein erstes neues Kino-Abenteuer: Pumuckl und der blaue Klabauter. Von den Die Peanuts entstanden ab 1969 vier eigene Kinofilme. Die Muppet Show erhielt bislang sechs Kinoableger. Auch von Zeichentrickserien wie Der kleine Eisbär, Pettersson und Findus (ab 1999), der im KiKA erfolgreichen Hundedame Lotte (Lotte im Dorf der Erfinder von 2006) und von Der kleine König Macius, den Janusz Korczak ersann und der später Serienheld wurde, gibt es mittlerweile eigenständige Kinoabenteuer.

## Der Kinderfilm in Deutschland bis 1945

### Deutsches Kaiserreich
Filme, die speziell für Kinder produziert wurden, gab es in den Anfängen der Filmgeschichte nicht. Zwar war bereits 1897 ein Hänsel-und-Gretel-Film gedreht worden, jedoch galten Märchen als allgemeines Kulturgut, deren Verfilmungen nicht primär für Kinder vorgenommen wurde. Zwei frühe Märchenverfilmungen, Rübezahls Hochzeit (1916) und Der Rattenfänger (1918), inszenierte Paul Wegener. Ebenfalls noch während des Ersten Weltkrieges führte Paul Leni 1917 bei Dornröschen Regie.

### Weimarer Republik
Als Pionierin des Kinderfilms in Deutschland gilt Lotte Reiniger. Sie produzierte ab 1919 zahlreiche, z. T. extrem stilisierte Scherenschnittfilme mit expressionistischer Tendenz, die hohe Anforderungen an die Sehgewohnheiten selbst für Erwachsene stellten. Dabei verarbeitete sie nicht nur Märchen ihrer Landsleute, sondern auch Motive aus Tausendundeiner Nacht und Doktor Dolittle und seine Tiere aufgriff.
Einer der ersten Real-Kinderspielfilme mit Ton ist die Erich-Kästner-Adaption Emil und die Detektive (1931), für die Billy Wilder das Drehbuch verfasste.

### Nationalsozialismus
Das wichtigste Kinderfilmgenre im Nationalsozialismus bildete der Märchenfilm. Obwohl das NS-Kino einige Kinderdarsteller hervorbrachte, wurden diese nicht in speziellen Kinderfilmen eingesetzt. Siehe dazu auch Kinder- und Jugendfilm im Nationalsozialismus.

## Die Kinderfilmproduktion in Deutschland nach 1945

### Bundesrepublik Deutschland
Im Nachkriegsdeutschland wurden kaum Kinderfilme gedreht. Vielmehr wurden die so genannten Lustspiele mit Heinz Rühmann, Liselotte Pulver oder Heinz Erhardt als kindgerechte Familienfilme angesehen. Eine realistische Darstellung der Gefühls- und Verhaltenswelt von Kindern fand dort nicht statt. Die Kinder verhalten sich bei allen Streichen in Filmen wie Vater braucht eine Frau (1952) und Wenn der Vater mit dem Sohne (1955) immer gehorsam, respektvoll und harmoniesüchtig. Es handelt sich stets eher um eine Wunschvorstellung, wie die Elterngeneration ihre Kinder gerne sähe. Hinzu kam, dass durch die Nivellierung des Jugendschutzgesetzes von 1957 der Kinobesuch von Kindern unter sechs Jahren verboten wurde. Erst 1985 wurde das Verbot wieder aufgehoben. Dementsprechend wurden in dieser Zeit auch keine Filme für kleinere Kinder produziert.
Es wurden in den 1950er- und 1960er-Jahren hauptsächlich Märchenfilme wie zum Beispiel Frau Holle (1961) gedreht. Die Dramaturgie dieser Märchenfilme setzte dabei ganz auf die bewahrpädagogischen Ansätze der Adenauer-Ära, die Kinder von allen Dingen des realen Lebens fernhalten wollte. In den Märchenfilmen wurden sämtliche Gewaltszenen aus den Vorlagen soweit es ging herausgelassen und Kindern wurde eine „heile Welt“ gezeigt. In den 1960er-Jahren gab es eine Kinokrise in Deutschland. Die Ursache lag Großteils in der Verbreitung des Fernsehens. 
In den 1970er-Jahren kamen die ersten Impulse eines veränderten Medienverständnisses für Kinder aus dem Fernsehen. Die Idee, Kinder nicht mehr vor allem zu schützen, sondern ihnen Anregungen zu geben, Wissen zu vermitteln und ihr soziales Lernen zu unterstützen galt nun auch für Kinderfilme. Dies führte zu einer Modernisierung und zur Entwicklung neuer ästhetischer Erzählweisen.
Einer der ersten, die diese Vorstellungen umsetzten, war Hark Bohm bei der Realisierung von Tschetan, der Indianerjunge (1972). Die nachfolgenden Filme setzten sich glaubwürdig mit den Problemen von Kindern auseinander, wie beispielsweise Ein Tag mit dem Wind (1978) oder Metin (1979). Die Verfilmung des Kinderbuchs Die Vorstadtkrokodile (1977) erzählt beispielsweise vom Umgang mit einem behinderten Jungen.
Kinderfilme, die sich speziell mit der Gefühlswelt der Kinder auseinandersetzen, wurden in den 1980er-Jahren in der BRD kaum gedreht. Zwei der wenigen Ausnahmen drehte Arend Agthe: zum einen den 1983 entstandenen erfolgreichen Kinderfilm Flußfahrt mit Huhn, der als moderner Klassiker dieses Genres gilt, sowie Der Sommer des Falken von 1987. 
Sehr häufig entstanden dagegen Komödien mit Thomas Gottschalk, Mike Krüger, Dieter Hallervorden und Otto Waalkes, welche man als Familienunterhaltung einstufte. 
Bei der 1984 vorgenommenen Verfilmung des erfolgreichsten deutschen Kinder- und Jugendbuchs Die unendliche Geschichte Michael Endes wurde mehr Wert auf besondere Filmtricks gelegt als auf eine genaue Umsetzung des Buches. Bei der Adaption von Momo desselben Autoren hingegen gelang es 1986, die Vorzüge des Romans auf die Leinwand zu übertragen.

### Deutsche Demokratische Republik
In der sowjetischen Besatzungszone wurde die Produktion von Spielfilmen massiv vorangetrieben. Ziel der Kulturpolitik war in den 1940er- und 1950er-Jahren die Erziehung des deutschen Volkes im humanistischen, antifaschistischen und demokratischen Geist. 1946 wurde zu diesem Zweck die DEFA gegründet.
Der erste Film der DDR, in dem Kinder im Mittelpunkt standen, war 1946 Irgendwo in Berlin, in dem Gustav und seine Freunde das Trümmerfeld Berlin zu einem Abenteuerspielplatz machen. Der erste gezielt für Kinder produzierte Film war Die Störenfriede (1953). In diesem Film geht es um die 13-jährige Vera, die es sich zur Aufgabe setzt, zwei aufmüpfige Jungen zu guten Pionieren zu erziehen.
Die DEFA gründete in den 1950er-Jahren ihren Ruf einer Produktionsfirma hervorragender Kinderfilme vor allem auf ihre aufwendigen Märchenfilme wie Die Geschichte vom kleinen Muck, Zwerg Nase und Das kalte Herz. Noch bis zum Ende der DDR entstanden märchenhafte Filme wie Gritta von Rattenzuhausbeiuns (1984).
Aufgrund der Filmzensur konnten in der DDR nicht alle Themen behandelt werden. Kinderfilme wurden deshalb als Möglichkeiten gesehen, den Zwängen auszuweichen. So finden sich zum Beispiel in Märchenfilmen wie Wie heiratet man einen König? von 1969 und Sechse kommen durch die Welt (1972) zahlreiche hintersinnige Anspielungen auf den DDR-Alltag.
Auch die realistischen DEFA-Filme genossen hohes Ansehen. Schon in den 1950er-Jahren wurde in den DDR-Kinderfilmen großen Wert auf eine wirklichkeitsgetreue Darstellung der Lebensumgebung von Kindern gelegt. In Berlin-Filmen der 1950er-Jahre wie Alarm im Zirkus (1953) oder Sheriff Teddy (1957) wurden in der noch nicht durch die Mauer geteilten Stadt die Geschichten von Kindern aus West- und Ostberlin erzählt. In der Dramaturgie dieser Filme wurden allerdings die sozialistischen Ideale deutlich hervorgehoben.
Ab den 1960er-Jahren enthielten sich die Filme zunehmend der politischen Indoktrination, ohne aber die Auswirkungen des politischen Systems zu verleugnen. Trotz mangelnder finanzieller Möglichkeiten betonten diese Filme Fantasie und Poesie. Die Suche nach dem wunderbunten Vögelchen von 1964 ist der erste Film, die diese Richtungsänderung anzeigt. In diesem Kinderkrimi geht es um Bewohner eines Kinderheimes, die sich gemeinsam auf die Suche nach dem titelgebenden Tier machen. Alfons Zitterbacke von 1966 ist die humorvolle, aber auch nachdenkliche Geschichte aus dem Leben eines Lausbuben.
Die Vermischung einer realen Lebensumgebung mit fantasievollen Elementen setzte sich in den 1970er-Jahren spürbar fort. Der Ton in den Filmen wird leichter, gleichzeitig werden die Sozialstudien den Lebensumgebung von Kindern noch differenzierter. Hierfür steht beispielhaft Susanne und der Zauberring (1973), dessen Protagonistin sich trotz eigener Interessen mit ihren Mitschülern anfreundet. Das Pferdemädchen (1979) erzählt von der Liebe eines Mädchens zu Tieren und der sich daraus ergebenden Verantwortung. Der DEFA-Indianerfilm Blauvogel (1979) wiederum beschreibt die Geschichte eines weißen Jungen, der bei Indianern aufwächst.
In den 1980er-Jahren wurde der Kinderfilm zunehmend als Möglichkeit erkannt, sich den vorgeschriebenen sozialistischen Idealen zu widersetzen und eigene ästhetisch neue Ausdrucksformen zu benutzen. Es entstanden Filme wie Sabine Kleist, 7 Jahre… (1982), Der lange Ritt zur Schule (1982), Moritz in der Litfaßsäule (1983), Das Eismeer ruft (1984), oder Das Schulgespenst (1986).

### Deutschland nach der Wiedervereinigung
Mit dem Ende der DDR sank die Produktionszahl von Kinderfilmen erheblich. Trotzdem stellen sie seit den 1990er-Jahren den einzigen stabilen Bereich der Kino-Industrie dar. Es entstanden viele Buchadaptionen: Bibi Blocksberg, Das Sams (2001) oder Die Wilden Kerle – Alles ist gut, solange du wild bist! (2003) sind allesamt professionell produziert, warten mit Stars in den Erwachsenenrollen auf und wurden aufwendig vermarktet. Bibi Blocksberg wurde so der erfolgreichste deutsche Spielfilm im Jahr 2002. Alle genannten Filme erhielten Fortsetzungen, die ebenfalls die in sie gesetzten Erwartungen erfüllten. Auch Bücher Erich Kästners wurden erneut verfilmt und dabei modernisiert (Das fliegende Klassenzimmer (2003), Emil und die Detektive, 2001). Auch von Räuber Hotzenplotz gab es 2006 eine neue Kinoversion. Großen Erfolg feierten die Verfilmungen der Kinderromane von Cornelia Funke. 
Zunehmendem Erfolg erzielt auch die Trickfilm-Industrie in Deutschland. Dort entstanden die Verfilmungen der internationalen Bilderbücher Der kleine Eisbär, Pettersson und Findus und Felix – Ein Hase auf Weltreise, ebenso Kleiner Dodo (2008), in dem ein Orang-Utan eine Geige und Zugang zur Musik findet, und Die drei Räuber (2007). Mit Back to Gaya lief 2004 der erste komplette deutsche Digitalfilm im Kino.
Auch unter den deutschen Fernsehfilmen entstehen weiterhin Kinderfilme, die sich mit den spezifischen Problemen von Heranwachsenden auseinandersetzen, zum Beispiel in Pik & Amadeus – Freunde wider Willen (2006) oder Der Seehund von Sanderoog (2006).

## Kinderfilme in Österreich und der Schweiz

### Österreich
Schon 1907 produzierte Dr. Alto Arche Unterrichtsfilme, die 1912 in Kinos gezeigt wurden. In diesen auch heute noch erhaltenen Filme, waren unter anderen Glasbläser, ein Hafnermeister und Zeugfärber bei der Arbeit, aber auch ein Kürturnen zu sehen.
Nachdem 1910 Kindern der Besuch von Kino gesetzlich untersagt wurde, konnte der österreichische Film lange Zeit kein eigenständiges Kinderfilm-Genre entwickeln, zumal die nationale Filmindustrie während des Nationalsozialismus mit der deutschen gleichgeschaltet war. In der II. Republik wurden in der zweiten Hälfte der 1950er-Jahre und Anfang der 1960er-Jahre vom Unterrichtsministerium zahlreiche Produktionen unterstützt, beschränkte sich jedoch im Wesentlichen auf das Abfilmen von Theaterstücken. Filme, zumal Kinderfilme, wurden nur mit minimalen Förderungen bedacht.

### Schweiz
Beim Schweizer Kinderfilm denkt jeder sofort an Heidi. Dieser Roman von Johanna Spyri wurde in der Schweiz mehrfach verfilmt, angefangen von Heidi von 1952 über den ersten Schweizer Farbfilm Heidi und Peter (1955) bis hin zu einer modernen Fassung von 2001 (Heidi).
Aber auch bei Filmen, bei denen man nicht automatisch an die Schweiz denkt, ist diese als Koproduzent beteiligt, wie zum Beispiel bei Die Rote Zora (1979), Anna, Anna (1992), und Henriette von 2004. Zu den produzierten Animationsfilmen gehört auch Pingu.
Ein reinschweizerischer Film ist die Verfilmung Mein Name ist Eugen von 2004. Vier Jungen machen sich in den 1960ern auf die Suche nach den „König der Lausbuben“ und reisen dabei durch die halbe Schweiz.

## Die Kinderfilmproduktion in anderen Ländern Europas

### Frankreich
Zu den ersten französischen Kinderfilmen gehören die ab etwa 1920 in Frankreich geschaffenen Puppentrickfilme Władysław Starewicz’.
Ein Klassiker des französischen Kinderfilms ist die 1962 vorgenommene Verfilmung des Krieges der Knöpfe.
Filme wie Beiß nicht, man liebt dich, (1975), Am großen Weg (1987) und Ich, Caesar. 10 ½ Jahre alt, 1,39 Meter groß (2003) zeichnen sich durch ihre sensible Darstellung der spielerisch erwachenden kindlichen Sexualität aus. Daneben erzielten die Verfilmungen von Marcel Pagnols Kindheitserinnerungen Der Ruhm meines Vaters (1990) und Das Schloß meiner Mutter (1990) großen Erfolg. In diesen Filmen geht es um eine nostalgische Darstellung der Ferien in der Provence zu Beginn des 20. Jahrhunderts. In Der Schmetterling von 2002 nimmt ein alter Mann notgedrungen ein Mädchen auf eine Expedition mit und wird gezwungen, sich auf das Kind einzulassen. Auch Der Fuchs und das Mädchen schließen 2007 eine abenteuerlich-märchenhafte Freundschaft, die Luc Jacquet inszenierte.
Weltweite Erfolge können französische Zeichentrickfilme erringen; so wurde 2003 Das große Rennen von Belleville für den Oscar als bester Animationsfilm nominiert. Ein weiterer großer Erfolg war Das Geheimnis der Frösche (2003) über eine neue Sintflut. Bemühungen, nach dem nachlassenden Interesse an den Asterix- und Lucky-Luke-Zeichentrickfilmen Realfilme zu produzieren, waren zumindest bei Asterix kommerziell erfolgreich.
Ein bedeutender Aspekt des französischen Kinos sind erfolgreiche Tierdokumentationen wie Mikrokosmos – Das Volk der Gräser von 1996, die sich modernster Techniken bedienten und damit ganz neuartige Bilder fanden. Die Reise der Pinguine (2005) erhielt eine umstrittene Vertonung, die die Tiere „sprechen“ lässt. Jean-Jacques Annaud stellte in seinen Filmen Der Bär (1988) und Zwei Brüder von 2004 (in dem es um Tiger geht) Tiere in den Mittelpunkt einer Handlung, in der die Tiercharaktere nur moderat vermenschlicht wurden.
Andere französische Filme gelten als kindgerecht, ohne dass sie explizit kindliche Bedürfnisse berücksichtigten. Die Filme von Jacques Tati ähneln etwa denen von Charles Chaplin. Vor allem Die Ferien des Monsieur Hulot von 1953 kombiniert Pantomime und Slapstick in einer Weise, wie es sonst nur Chaplin oder Buster Keaton gelang. Auch Louis de Funès erzielte mit seinem rabiaten Auftreten in den Filmen, das ihn wie ein großes ungezogenes Kind wirken ließ, großen Erfolg bei diesen. Gleiches gilt für Pierre Richard in seiner Paraderolle als Chaot und Tollpatsch, der damit regelmäßig sein gesamtes Umfeld durcheinanderbrachte. An diesen Humor schließen die Asterix-Realfilme an.

### Großbritannien
Kinderfilme aus Großbritannien sind breitgefächert. Ein sehr ungewöhnlicher Film ist zum Beispiel die Komödie Bugsy Malone (1976). In diesem Film werden sämtliche Rollen von Kindern übernommen, wobei sie Erwachsene darstellen. 
Angesichts der großen Menge britischer Kinderbücher ist die Zahl der Verfilmungen eher gering, da die meisten Adaptionen durch Hollywood vorgenommen werden. Typisches Beispiel sind die zahlreichen Verfilmungen von Roald Dahl, von dem nur eine rein britische Version ins Kino gelangte – Danny, der Champion von 1989. Deshalb sind die Verfilmungen der Harry-Potter-Romane von Joanne K. Rowling so bemerkenswert, da die Autorin durchsetzen konnte, dass die Darsteller fast alle Briten sind.

### Italien
Der italienische Kinderfilm wird zumeist mit Verfilmungen des bekanntesten Kinderbuches Pinocchio assoziiert. Die meisten in Deutschland erschienenen Verfilmungen dieses Buches sind jedoch amerikanische. Die letzte Fassung von und mit Roberto Benigni 2002 war außerhalb Italiens nicht erfolgreich.
Daneben werden die Komödien mit Adriano Celentano sowie Bud Spencer und Terence Hill sehr gerne von Kindern angesehen. Durch den derben Humor und ihre Schlägereien sind sie allerdings für Jugendliche geeigneter. Als kindgerecht wurden auch die Komödien um Don Camillo und Peppone angesehen.

### Niederlande und Belgien
In den Niederlanden und Belgien werden Filme aus dem Ausland in der Regel nicht synchronisiert. Die Anzahl selbstproduzierter Kinderfilme ist deshalb relativ hoch, um Kindern eine größere Auswahl an Niederländisch gesprochenen Filmen anzubieten.
Häufig bemühen deren Macher sich um eine fantasievolle Handlung, welche in einer realen Umwelt eingebunden ist. Die Filme spielen also nicht in einer reinen Märchenwelt. Beispiele sind Abeltje, der fliegende Liftboy und Lang lebe die Königin, während Winky will ein Pferd die niederländische Sinterklaas Kultur dem Zuschauer näherbringt.
Bei dem sehr erfolgreichen Film Die geheimnisvolle Minusch (2001), kommen Elemente des klassischen Märchenfilms zum Vorschein. Zu den historischen Kindergeschichten zählen Kruimeltje und Pietje Bell, von dem bislang zwei Filme gedreht wurden: 2002: Pietje Bell und das Geheimnis der schwarzen Hand, 2003 Pietje Bell 2 – Die Jagd nach der Zarenkrone. Eine holländisch/belgische Koproduktion entstand 2000 mit Mariken.

### Skandinavien bzw. Nordische Länder
Erstaunlich sind die Anzahl und die Qualität der Filme aus Skandinavien respektive der Nordischen Länder, die sehr häufig als Koproduktion entstehen. Ein Grund dafür liegt in der konsequenten Einbindung von Kinderfilmen in der Kultur dieser Länder. In Dänemark ist zum Beispiel seit 1982 gesetzlich festgelegt, dass 25 Prozent der Mittel bei der Filmförderung für Kinder- und Jugendfilme verwendet werden müssen. Dabei begründen längst nicht nur die zahlreichen Astrid-Lindgren-Verfilmungen den internationalen Erfolg des skandinavischen Kinderfilms. 
Die erfolgreichen Filme Buster, der Zauberer (1984), Hodder rettet die Welt von 2003 und Der Fakir (2004) basieren auf Romanen des erfolgreichsten dänischen Kinderbuchautors Bjarne Reuter. Tsatsiki – Tintenfische und erste Küsse (1999) und Tsatsiki – Freunde für immer (2001) sind Literaturverfilmungen der Autorin Moni Brännström. Weitere bekannte Adaptionen sind Mein Freund der Scheich (1997), Nur Wolken bewegen die Sterne (1998), Elina (2002), das auf der Berlinale 2003 den Gläsernen Bären beim Kinderfilmfest gewann sowie das 1850 angesiedelte Tinke – Kleines starkes Mädchen, das 2002 gedreht wurde.
Aus Finnland kommt etwa der Fantasyfilm Rölli und die Elfen (2001), in dem neben diesen mythologischen Lichtgestalten auch Trolle auftreten. Der Eskimo-Junge Ikíngut trieb auf einer Eisscholle auf die Insel (Island, 2000).

### Tschechien/Tschechoslowakei
In den 1950er-Jahren entstand in der Tschechoslowakei eine Vielzahl von Animationsfilmen, die sich nicht nur an Kinder richteten. Die herausragenden Künstler dieser Zeit waren Jiří Trnka und Karel Zeman. Trnka wurde vor allem für seine Puppentrickfilme bekannt, seine bekanntesten Werke sind Prinz Bajaja (1950), die Verfilmung eines Märchens von Božena Němcová, und seine Adaption von William Shakespeares Ein Sommernachtstraum (1959). Karel Zeman zeichnete sich durch stilisierte Animationen in Kombination mit Realfilm aus. Viele seiner Filme wurden von den Geschichten Jules Vernes inspiriert. In dem Film Reise in die Urzeit (1955) erforschen vier Jungen auf einem magischen Fluss die Urzeit. Das gestohlene Luftschiff (1966) wiederum erzählt die Geschichte von fünf Jungen, die eine abenteuerliche Reise in einem Luftschiff machen.
Ab den 1960er-Jahren gab es einige tschechisch-deutsche Fernseh-Koproduktionen, die zumeist im Serienformat aber auch als Fernsehfilme ausgestrahlt wurden. Am bekanntesten sind wohl die Arbeiten von Ota Hofman und Jindřich Polák, zu denen Pan Tau (1966–1978) – der 1988 im Mittelpunkt eines neuen Kinofilmes stand –, Die Besucher (1981–1983) und Luzie, der Schrecken der Straße (1984) zählen.
Wie in anderen osteuropäischen Ländern wurde großen Wert auf liebevoll ausgestattete und inszenierte Märchenfilme wie Das Mädchen auf dem Besenstiel (1972), Drei Haselnüsse für Aschenbrödel (1973) und Die Mühlenprinzessin (1994) gelegt, die vor allem in Westdeutschland große Erfolge feierten. Beispiele für das hohe künstlerische Niveau bzw. die hohe Sensibilität des tschechischen Kinderfilms sind Und wieder spring' ich über Pfützen (1970) und Alice (1988).
Auch nach der Jahrtausendwende wird diese Tradition mit Filmen wie Max, Susi und das magische Telefon von (2001) fortgeführt.

### Polen
Kinderfilme aus Polen, wie Die Geschichte vom Saffianschuh (1961), Der kleine Magier (Cudowne Dziecko) (1987), Krähen (1994) und Der magische Baum (Magiczne Drzewo) (2009) beinhalten meist eine starke emotionale Ausgestaltung, in welcher die Gefühle der Hauptrolle in den Mittelpunkt gestellt werden und weisen oft eine berührende Komponente auf. Sowohl Filme als auch Serien beinhalten in sehr vielen Fällen ebenso eine märchenhafte Gestaltung sowie auch die Komponenten der Magie und Zauberei. Zu den bedeutendsten Kinderfilmproduzenten und Kinderserienproduzenten ab den neunziger Jahren werden insbesondere Andrzej Maleszka und Jerzy Łukaszewicz gezählt. Ebenso erkangte Waldemar Dziki vor allem mit seinen Filmen Der kleine Magier und Durch Wüste und Wildnis im polnischen Kino- und Fernsehpublikum große Aufmerksamkeit. Ab dieser Zeit spielt neben der oft emotional reichen sowie mystischen Ausgestaltung der Produktionen für Kinder ebenso die Darstellung der polnischen Kultur in den betroffenen Filmen und Serien eine sehr wichtige Rolle.

### Russland/Sowjetunion
Der Märchenfilm aus Russland bzw. der ehemaligen Sowjetunion genießt Weltruhm. Dies gilt etwa für Abenteuer im Zauberwald (1964), Das bucklige Pferdchen (1975) oder auch die Filme um die Hexe Baba Jaga. Zudem entstanden sehr viele fantasiereiche Kinderfilme wie Die Abenteuer von Petrow und Wassetschkin (1984). Im Bereich des Trickfilms erlangten etwa die Serie Hase und Wolf (18 Filme, 1969–1994) und die Filme um Krokodil Gena und Tscheburaschka (ab 1969) Bekanntheit. Namhafte Kinder- und Märchenfilme, die in den nichtrussischen Unionsrepubliken produziert wurden, waren u. a. Der Zaubermantel (1964) und Das Märchen vom Däumling (1986). Wichtige Filmemacher aus dem russischsprachigen Raum waren z. B. Alexander Rou, Alexander Ptuschko und Iwan Iwanow-Wano.

## Kinderfilme aus Nordamerika

### USA
Amerikanische Familienfilme profitieren von einem Fundus an englischsprachigen Kinderbüchern, die in Hollywood zu erfolgreichen Spielfilmen werden. Zu den Klassikern gehören etwa Peter Pan (1924), Der Zauberer von Oz (1939), Der geheime Garten (1949), Mary Poppins (1964) und Der schwarze Hengst (1979). 
Bereits in den 1930er-Jahren wurde das Potential von Kinderdarstellern erkannt. Mickey Rooney (1920–2014) begann seine Filmkarriere als 6-Jähriger. Shirley Temple (1928–2014) trat bis zu ihrem zwölften Lebensjahr in 44 Filmen auf, darunter War Babies (1932), Stowaway (1936), die 1937 entstandene Fassung von Heidi und Die kleine Prinzessin (1939). 1936 begann die 12-jährige Judy Garland ihre Karriere. Ähnlich populär war die seit 1922 nach Drehbüchern von Hal Roach produzierte Filmserie Die kleinen Strolche (Our Gang/The Little Rascals). Als Inbegriff des US-Kinder- und Familienfilms gelten auch heute noch die Disney-Filme, die ab den 1930er-Jahren produziert wurden. In den 1970ern, als das Hollywood-System sich in der Krise befand und das künstlerisch orientierte New Hollywood den amerikanischen zu revolutionieren versuchte, war das Disney-Studio das einzige, das noch regelmäßig für diese Zielgruppe drehte.
In den 1980er-Jahren wurden wieder vermehrt Familienfilme in den USA gedreht, nachdem der Kinderfilm E.T. – Der Außerirdische 1982 für einige Jahre zum damals erfolgreichsten Film überhaupt avancierte. Weitere Beispiele sind Der Flug des Navigators (1986) und Die Nacht der Abenteuer (1987).1990 erschien mit Kevin – Allein zu Haus einer der erfolgreichsten Kinderfilme überhaupt, der bislang drei Fortsetzungen fand. 
Nach der Jahrtausendwende feierten vor allem aufwendige Fantasy-Verfilmungen wie Lemony Snicket – Rätselhafte Ereignisse (2004) und Charlie und die Schokoladenfabrik (2005) große Erfolge. Um das Ungeheuer von Loch Ness rankt der Film Mein Freund, der Wasserdrache (2007), in dem ein Junge sich um einen jungen Drachen kümmert und dadurch innerlich reift.

### Kanada
Aus Kanada sind vor allem einige Kinderfilme aus der Fernsehfilm-Reihe Tales for All auf Deutsch synchronisiert worden, u. a. Die Schrubber-Gang (1992) und Die geheime Festung (2001). Letzterer erzählt die Geschichte von zwei Kindergruppen, die Krieg spielen und dabei dessen Sinnlosigkeit erkennen.

## Kinderfilme aus Asien und Australien
Es gibt eine beachtliche Zahl nicht-westlicher Filme in Europa zu sehen. Beispiele hierfür sind etwa die vom Kanun-e Parvaresh produzierten iranischen Kinder des Himmels (1997) und Zeit der trunkenen Pferde (2000). Diese unterscheiden sich jedoch häufig grundlegend von hier gängigen Kinderfilmen. 
Der indische Regisseur Satyajit Ray schuf mehrere Kinder- und Jugendfilme und verfilmte dabei auch eigene erfolgreiche Kinderbücher wie seine Detektivgeschichte Sonar Kella (1974) und den Märchenfilm Hirak Rajar Deshe (1980) nach einer Kindergeschichte seines Großvaters Upendrakishore Raychaudhuri. Wegen der kulturellen Andersartigkeit sind die in Deutschland gezeigten indischen Kinderfilme jedoch meist Tierfilme wie Rikki Tikki Tavi (UdSSR/Indien 1975) nach Rudyard Kipling, Der weiße Elefant (1978) oder Mein Freund, der kleine Elefant (1993). Französische Fördermittel ermöglichten die Produktion des Kinder- und Tierabenteuer Sirga – Die Löwin (1993), welches in eindringlichen Bildern zeigt, wie ein afrikanischer Häuptlingssohn gemeinsam mit einer Löwin aufwächst.

### Japan
Sehr beliebt bei Kindern sind die Animes aus Japan. Der erste Anime-Film, der in Deutschland gezeigt wurde, war Der Zauberer und die Banditen (1959). Serien wie Heidi (1974) wurden anschließend auch als Film-Version herausgebracht. Ein international erfolgreiches Unternehmen aus Japan ist das Studio Ghibli, dessen Film Chihiros Reise ins Zauberland im Jahr 2002 als erster Trickfilm in Konkurrenz gegen Realfilme den Goldenen Bären der Berlinale gewann. Filme des Studio Ghibli trugen wesentlich dazu bei, dass auch Deutschland die Qualitäten einiger Animes wahrgenommen wurden. Hierzu zählt beispielsweise Kikis kleiner Lieferservice aus dem Jahr 1989.
Aus Japan stammen auch einige Tierspielfilme wie beispielsweise Flecki, mein Freund (1991) oder Ein Hund namens Quill (2004).

### Hong Kong
Im Zuge der Kung-Fu-Welle wurden in den 1980er-Jahren auch einige dieser Filme auf Deutsch synchronisiert, in denen Kinder als Hauptdarsteller fungierten. Die in der Lucky-Kids-Filmreihe bzw. als Lucky Seven zusammengefassten Filme sind für etwas ältere Kinder geeignet.

### Australien
Die im Stil der Kleinen Strolche gehaltenen Komödie Fatty Finn (1980) ist die Verfilmung des gleichnamigen Comicstrip von Syd Nicholls.

## Filmfestivals mit Kinderfilmpreisen
- Deutscher Filmpreis/Bester Kinderfilm
- Internationale Filmfestspiele Berlin (Internationales Kinderfilmfest)
- Kinderfilmfestival Goldener Spatz in Gera
- Internationales Kinderfilmfestival Lucas (Frankfurt)
- Nordische Filmtage Lübeck
- Deutscher Jugendvideopreis
- Internationales Filmfestival Schlingel in Chemnitz
- doxs! kino – Kinder und Jugenddokumentarfilmfestival: europäischer Filmpreis Große Klappe (gestiftet von der Bundeszentrale für politische Bildung)